# 亡兵紀念日
陣亡將士紀念日（英語：Memorial Day），直譯紀念日或悼念日，又譯國殤紀念日，是美國聯邦法定節日之一，悼念在各戰爭中陣亡的美軍官兵，定於每年5月的最後一個星期一。全國悼念時間於美東時間下午3時開始。
陣亡將士紀念日最早是美國民眾為陣亡官兵掃墓、獻花等的日子，如今不單是對美國人展現愛國情操的一個重要節日，在民間更代表夏季正式開始。不少海灘、遊樂場、小島的夏日渡輪等等，都會從該星期的週末開始營運。而且由於連續有3日假期，令不少美國民眾到郊外燒烤野餐、到海邊玩樂或者參觀博物館等等，導致頗為嚴重的交通堵塞。

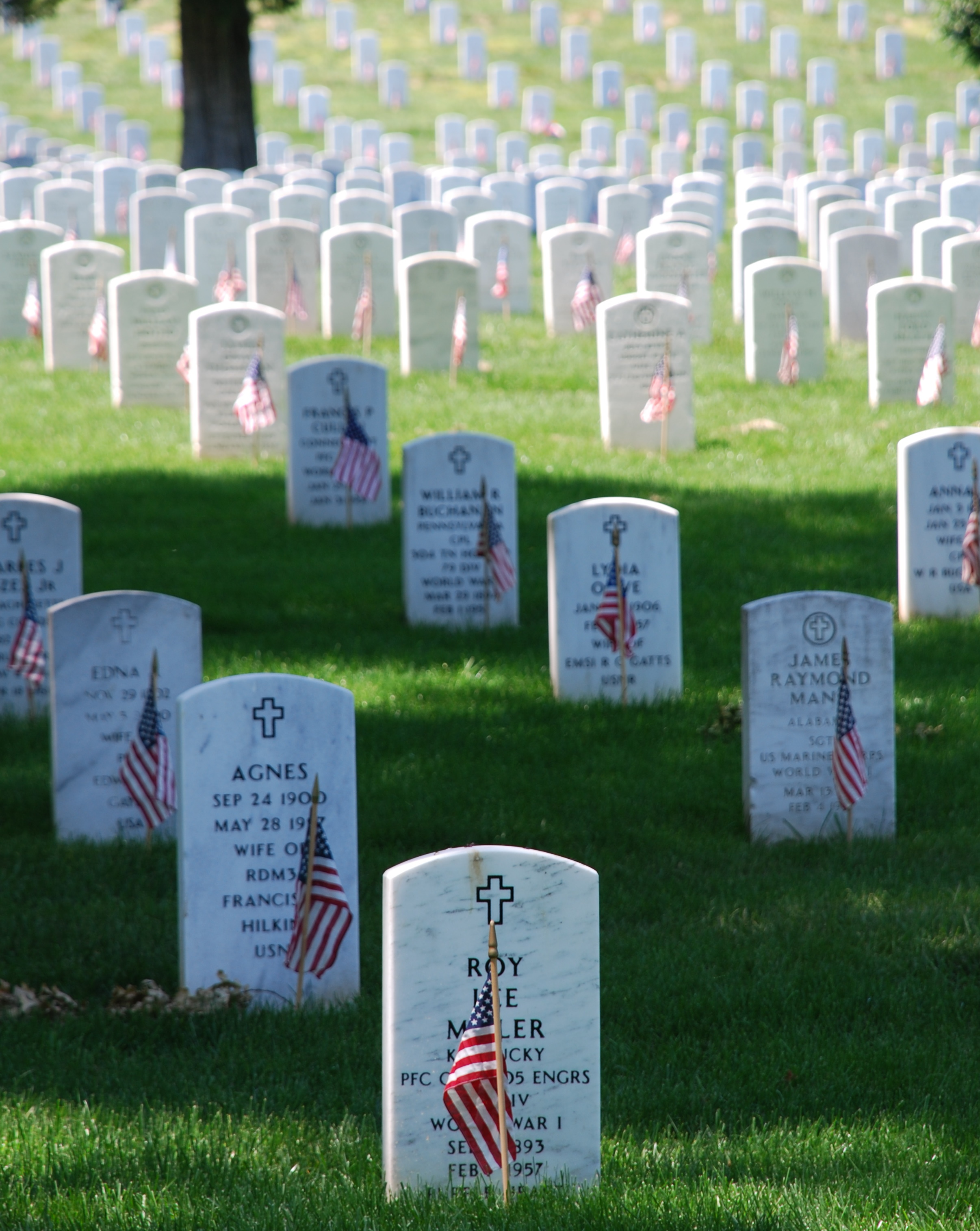
美國陣亡將士紀念日中的阿靈頓國家公墓。

## 起源

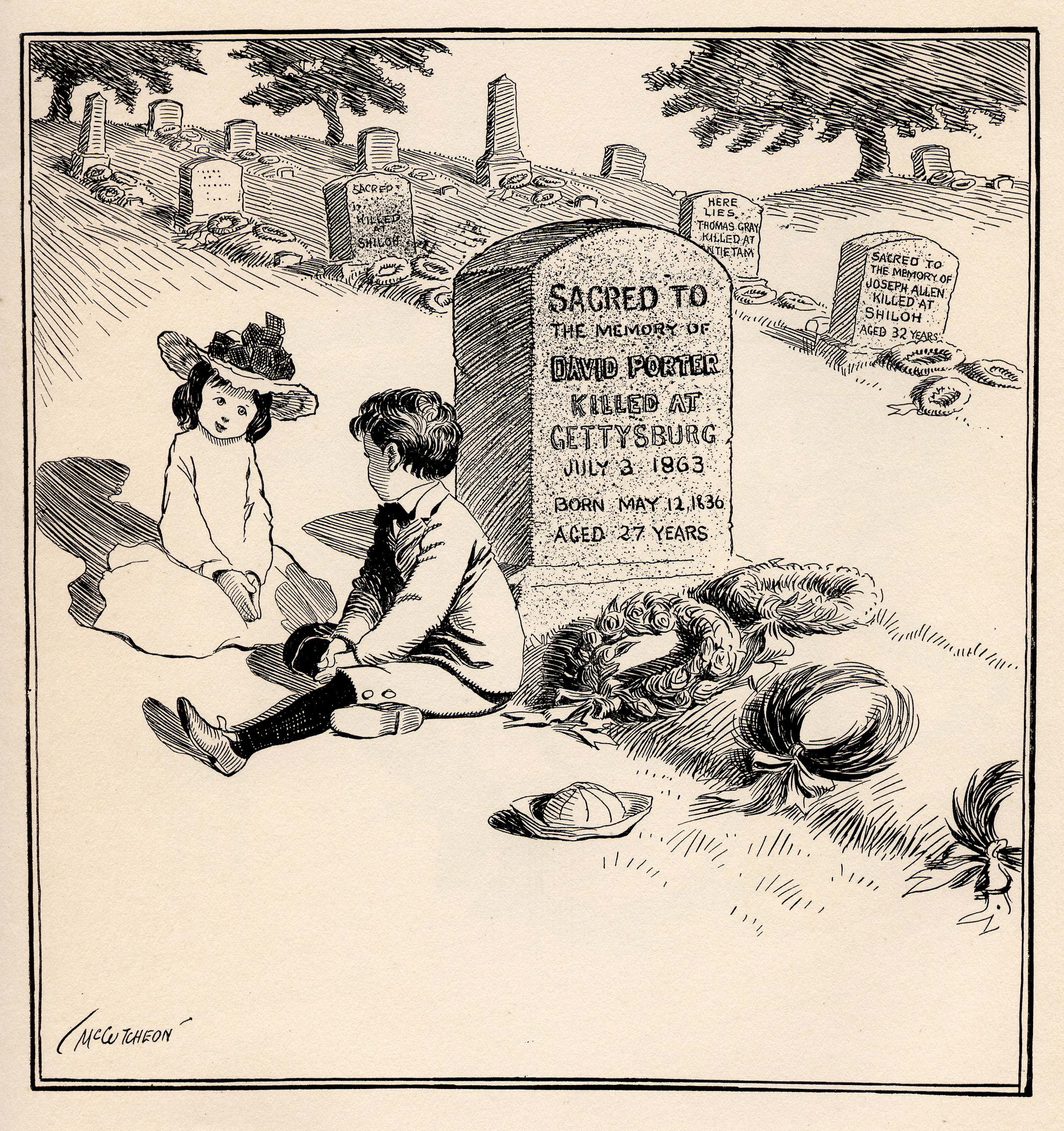
装饰日政治卡通圖說 (1900年),「你可為此打賭，我長大後要去當兵，就像我叔叔大衛那樣。」

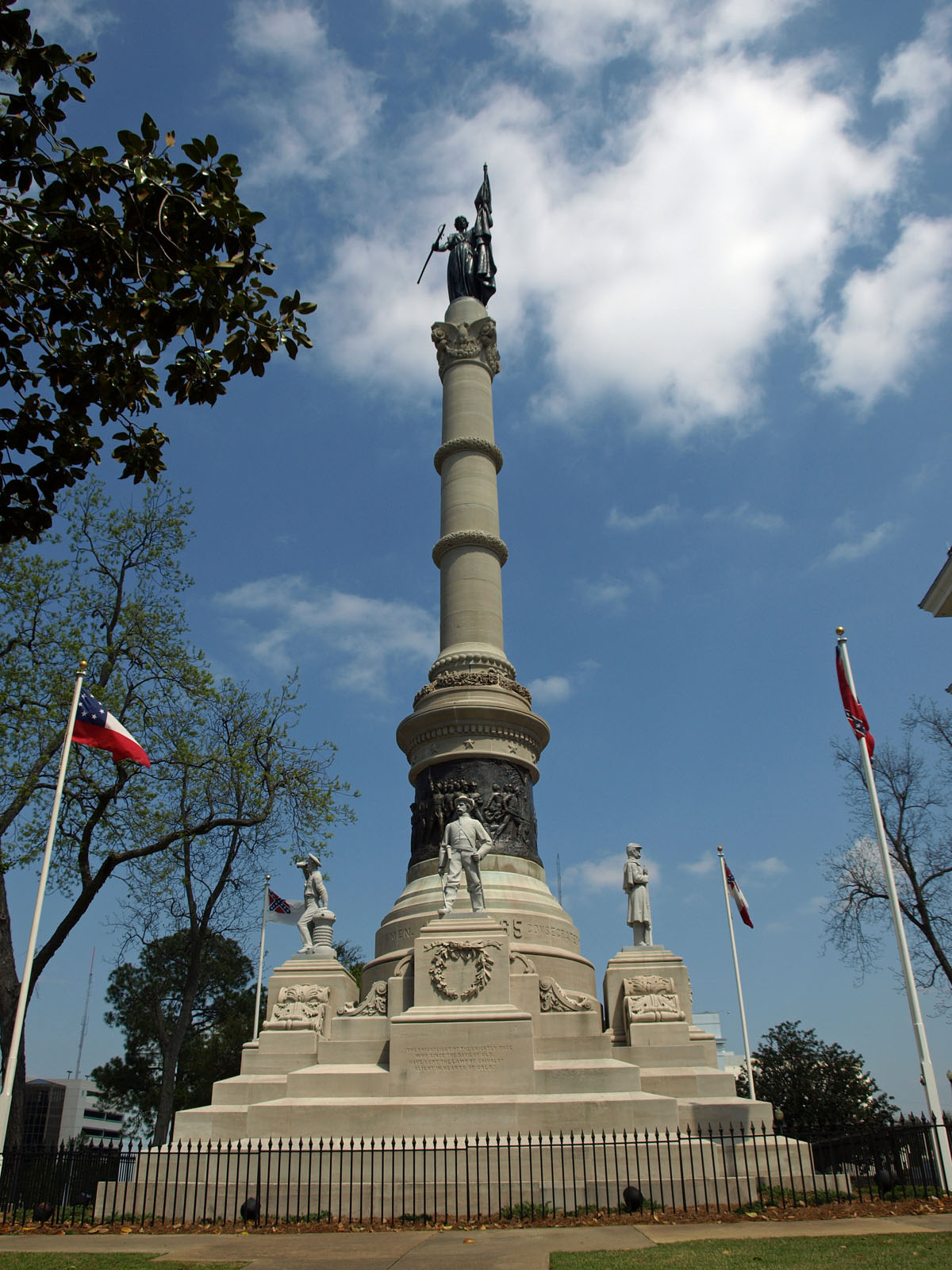
位於阿拉巴馬州蒙哥馬利的南方邦聯陣亡將士紀念碑 。

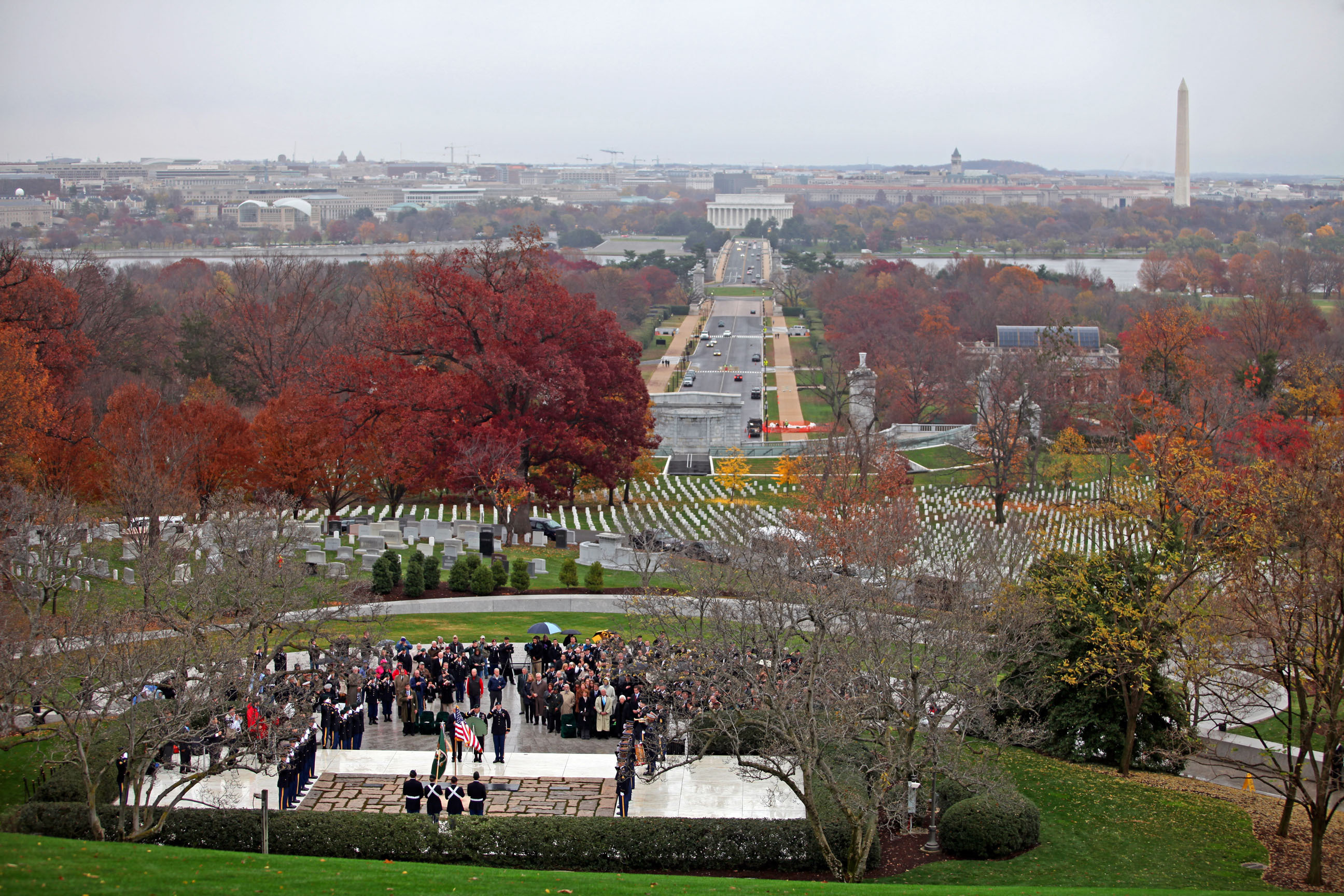
阿靈頓國家公墓，1864年6月15日開始作為軍事公墓使用，羅伯特李紀念館在其中。

许多美国城市都宣称自己率先开始纪念阵亡将士，1966年林登·约翰逊总统宣布官方承认的版本如下。
1866年，在南北战争结束后不久，愛荷華州滑铁卢的一位名为亨利·C·韦尔斯的药店老板提议全城商铺关门一天，为在战争中牺牲的将士们默哀。这一提议得到了人们的支持，同一年5月5日，该镇正式举办了纪念活动，人们将花圈十字架放在士兵的墓碑前。同一天，北军退伍军人组织共和大军（Grand Army of the Republic）的创始人約翰·A·洛根将军，在他的第11号将军令中宣布，5月30日将会是一个紀念陣亡士兵的日子。他在这一天带领退伍军人到公墓用鲜花和旗帜装饰，也因此这一天最初被称为装饰日（Decoration Day）。这两个仪式在1868年合二为一，老兵和市民一起，在这一天为那些为国捐躯的将士们扫墓。
1873年，纽约州政府开始官方承认纪念阵亡将士。1890年，这个节日也得到了北方各州的认可。南方并不认同这一天，他们选择在其他日期纪念死去的士兵。直到1918年第一次世界大战结束后，阵亡将士纪念日逐渐演变为普遍纪念那些在戰爭中死去的美国士兵而不仅是內戰中死去的士兵。一些北方州也选择在其他日期单独纪念阵亡的北军士兵。1971年，为了让更多的人能够方便的纪念这一天，联邦政府将其定为国定假日，并定日期为5月的最后一个星期一。

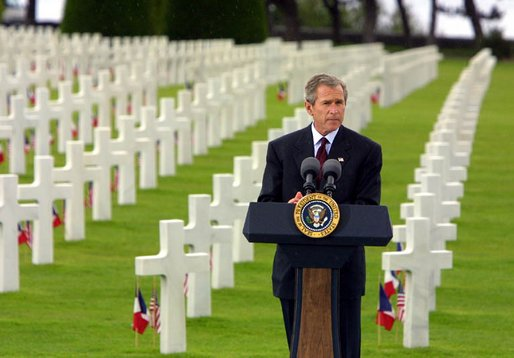
小布什在阵亡将士纪念日这一天发表演讲（在法國諾曼底 美軍公墓）

## 习俗
这一天最重要的活动为纪念在战争中死去的美军将士。人们将在士兵的墓碑前放上花圈和旗帜，政府部门将会降下半旗，一些小镇将会组织游行队伍，人们会穿上南北战争时期的军人服装。美国总统或副总统会在阿灵顿国家公墓主持纪念活动并发表演说。还有许多人们自发的非正式活动，如摩托车俱乐部的成员在这一天聚集在一起，人们在自己的窗户前和一些标志性建筑物上挂上美国国旗，市民们组织起体育活动。有些美國人會利用這一日來紀念死去的家屬。然而也正因为如此，许多美国人逐渐忘记了当初设立这一纪念日的初衷。一项盖洛普测试表示，只有28%的美国人知道这一天的真正意义。因此美国国会下属的白宫纪念委员会将这一天下午三点定为国家追忆时刻（National Moment of Remembrance），号召人民在此时停止一切活动一分钟，向为了国家利益而牺牲的人们致意。